# Carlos Suffern
Carlos Suffern (* 25. September 1901 in Luján; † 31. Mai 1991 in Buenos Aires) war ein
argentinischer Komponist.
Suffern hatte am Conservatorio Santa Cecilia in Buenos Aires Klavierunterricht bei César Stiattesi und setzte seine Ausbildung 1924 am Conservatorio Nacional de Música y Declamación bei Ernesto Drangosch (Klavier), Athos Palma, José André und Constantino Gaito fort. Er war Mitbegründer des Mozarteum Argentino und
zweimal (1949–1950 und 1970–1972) künstlerischer Direktor des Teatro Colón. Ab 1953 unterrichtete er Musikgeschichte am Conservatorio Nacional, dessen Vizerektor er 1964–1965 war.
Als Leiter der Musikabteilung der Dirección General de Cultura de la Nación (1950–1954) organisierte er die Aufführung der Werke zeitgenössischer argentinischer Komponisten wie Roberto Caamaño, Rodolfo Arizaga, Marcelo Koc, Virtú Maragno, Antonio Tauriello und Carlos Tuxen-Bang. Von 1964 bis 1966 und von 1970 bis 1980 er war Präsident des argentinischen Komponistenverbandes, außerdem war er von 1972 bis 1977 Präsident des Consejo Argentino de la Música (CAMU) und von 1973 bis 1977 des Comité Latino Americano para la Música (CLAM).

## Werke
- Quinteto op 1, Klavierquintett, 1928
- Les orientales für Kontraalt, Bass und Orchester, 1928
- Mandoline, Lied, Text von Paul Verlaine, 1928
- Cipreses de jardín, Lied, Text von Enrique Banchs, 1928
- Luna, Lied, Text von Luis Franco, 1928
- Deux estampes japonaises für Mezzosopran und Klavier, 1928
- Mañana de enero, Lied, Text von Luis Franco, 1928
- Canción (“Los astros son rondas de niños”), Lied, Text von Gabriela Mistral, 1928
- Dame la mano, Lied, Text von Gabriela Mistral, 1928
- Silencio, Lied, Text von Leopoldo Lugones, 1929
- Seis canciones de cuna para Natacha, Lieder, Texte von Juana de Ibarbourou, 1929
- Juego de niños für Klavier, 1929
- Meciéndote für Klavier, 1930
- Mereciéndote für Violine und Klavier, 1930
- Interludio para el Salmo VI für Cello und Harfe, 1932
- Dos bocetos sinfónicos für Orchester, 1932
- Cuentos de niños, Suite für Klavier, 1932
- La nostalgia für Klavier, 1934
- Danza für Klavier, 1934
- Canción de la Virgen, Text von González Carvalho, 1934
- La burla del unicornio für zwei Klaviere, 1934–1938
- Leyenda de flores für Klavier, 1936
- Apsaras für Klavier, 1936
- Ocho preludios für Klavier, 1937–1938
- Sonata für Klavier, 1938
- Aire con diferencias für Streichorchester, 1938
- Erakles, Lied, Text von André Chénier, 1939
- Trois Poémes d´André Gide, Lieder, 1940
- La lavandera, Lied, Text von Fernán Silva Valdés, 1940–1943
- Danza de cabras für Oboe und Harfe, 1941
- La noche, sinfonische Dichtung nach der Aeneis von Vergil, 1942
- Pastorella für zwei gleiche Stimmen, Harfe und Viola, 1942
- En mi soledad, Lied, Text von Frida Schulz de Mantovani, 1945
- Tres Villancicos de Navidad für Gesang, Oboe und Cembalo, Text von Fryda Schulz de Mantovani, 1945
- 3 baladas de Liliencron, 1946
- La urna, für Gesang und Streichquartett, Text: Enrique Banchs, 1946
- Cinco romances viejos für Flöte, Viola, Harfe, Timba und Perkussion, 1946
- Melopea para el viejo pastor de Sicilia für Violine oder Flöte, 1948
- Piezas para violín y piano, 1950
- Trigo für Gesang, Oboe und Klavier, Text von Frida Schulz de Mantovani, 1952
- Piezas para cuarteto de arcos, 1954
- Con el alba en las manos, Lieder, Texte von Antonio Requeni, 1956–1966
- Sonata für Violine und Klavier, 1959
- Once canciones provenzales für Chor a cappella, Text von Thibaud de Champagne, 1960
- Obertura para el Rey Lear, 1961
- Minnelied Tagewise, 1963
- Binnesegemen, Lied, 1964
- Fantasía für Flöte und Klavier, 1965
- Tres cantigas de Alfonso el Sabio, 1968
- Cuarteto, 1969
- Schauspielmusik zu Savonarola von Agustín Pérez Pardella, 1970
- Ciclo de la noche, Lieder nach eigenen Texten, 1970

## Quelle
- Música Clásica Argentina – Carlos Suffern, Biographie und Werke